# Luc Sindjoun
Luc Sindjoun est un universitaire camerounais, professeur de science politique à l’université de Yaoundé. II est conseiller spécial du président de la république du Cameroun, Paul Biya.

## Biographie

### Enfance, formations et débuts
Né le 31 mars 1964 à Yaoundé, il est le premier Africain ayant suivi sa formation primaire, secondaire et supérieure en Afrique à être reçu au concours français d'agrégation de science politique, concours qui recrute au grade de professeur des universités.

### Carrière
Sa notoriété est à l'origine de sa désignation successive en 2007, en 2009, en 2011, en 2013, en 2015 et en 2017 par le Conseil africain et malgache pour l'enseignement supérieur (CAMES), d'abord (en 2007), comme président du jury  du concours africain d’agrégation de droit public et de science politique, ensuite (en 2009, 2011, 2013,  2015 et 2017), comme président du jury du concours d'agrégation de science politique: dans l'histoire du CAMES, il est l'un des rares universitaires ayant assuré à plusieurs  reprises la présidence d'un jury du concours d'agrégation. Luc Sindjoun a été admis en janvier 2008 comme membre de l'Académie des sciences d'outre-mer (France). 
Par ailleurs, Luc Sindjoun a été chef du département de science politique à la faculté des sciences juridiques et politiques de son université d'affiliation (2005-2011) et responsable du Master II de science politique (2005-2012).
Il joue un rôle de premier plan dans les milieux scientifiques internationaux : 
- vice-président du comité exécutif de l'International Political Science Association de 2003 à 2009
- président de l'association africaine de science politique de 2001 à 2005.

Parallèlement à ses activités universitaires, Luc Sindjoun a occupé de 2003 à 2009 un poste de conseiller technique à la présidence de la république du Cameroun. Depuis le 30 juin 2009, il est conseiller spécial à la présidence de la République sous le gouvernement Philémon Yang. En octobre 2017, il a été élevé par le président de la république du Cameroun à la dignité de grand officier de l'ordre de la Valeur.

## Distinctions
Ses travaux dans les domaines des relations internationales, de la sociologie politique, des systèmes politiques comparés et de la théorie politique lui ont valu le Prix scientifique de la francophonie en sciences sociales (2003/2004). Le 13 octobre 2023, il reçoit à l'université de Prétoria (Afrique du Sud) le Grand prix de reconnaissance pour sa contribution au développement de la science politique en Afrique; prix décerné par l'African Association Of Political Science (AAPS)[réf. nécessaire].  

## Œuvres
Il est auteur d'une cinquantaine d'articles publiés dans les revues scientifiques de renom et d'une dizaine d'ouvrages en français et en anglais dans les domaines de la sociologie de l'État, de la politique comparée et des relations internationales. Il a été l'un des auteurs de l'IPSA encyclopedia of political science.

### Sélection de publications
- Le président de la République au Cameroun, 1982-1996 : les acteurs et leur rôle dans le jeu politique, Centre d'étude d'Afrique noire, Talence, 1996
- « Le champ social camerounais : désordre inventif, mythes simplificateurs et stabilité hégémonique de I’État », Politique africaine, 1996, no 64, p. 57-67.
- Science politique réflexive et savoirs sur les pratiques politiques en Afrique noire, CODESRIA, Dakar, 1999
- (direction d'ouvrage) La biographie sociale du sexe. Genre, société et politique au Cameroun, Karthala, Paris, 2000
- (en collaboration avec Pascal Vennesson), « Unipolarité et intégration régionale : l'Afrique du Sud et la “renaissance africaine” », in Revue française de science politique, 2000/6 (Vol. 50), p. 915-940, [lire en ligne]
- Les Relations internationales africaines : entre États en crise et flux transnationaux, CODESRIA, Dakar, 2002
- Sociologie des relations internationales africaines, Karthala, Paris, 2002
- L'État ailleurs. Entre noyau dur et case vide, Economica, Paris, 2002
- (direction d'ouvrage) Comment peut-on être opposant au Cameroun ? : Politique parlementaire et politique autoritaire, CODESRIA, Dakar, 2003
- (direction d'ouvrage) État, individus et réseaux sans les migrations africaines, Karthala, Paris, 2005
- Les grandes décisions de la justice constitutionnelle africaine : droit constitutionnel jurisprudentiel et politiques constitutionnelles au prisme des systèmes politiques africains, Bruylant, Bruxelles, 2009